# Азерпочта
ООО «Азерпочт» (азерб. Azərpoçt) — азербайджанская государственная компания, оператор азербайджанской национальной почтовой сети. Член Всемирного почтового союза с 1993 года.

## История

### Ранняя история
Создание современной формы почты на территории Азербайджана восходит к первой половине XIX века.
В 1818 году в Гяндже (тогда Елизаветполь) начала работу первая на территории Азербайджана почтовая контора и тем самым была создана почтовая связь. Позже 1826 году в Баку, а затем в 1828 году в Нахичевани были учреждены потовые экспедиции. 12 лет спустя после первой конторы, в Шуше, Шемахе, Баку, Губе и Нахичевани функционировали почтовые конторы.
В 60-70-х годах XIX века в Джульфе также функционировало почтовое отделение, через которое был осуществлен первый международный обмен с Ираном.
6 октября 1918 года в Азербайджанской Демократической Ресрублике было учреждено Почтово-телеграфное агентство.
С распадом СССР и обретением государственной независимости начался новый этап в развитии почтовой связи Азербайджана.

### Современный период
В марте 1997 года была принята краткосрочная программа возрождения и развития, а в декабре был утверждена долгосрочная Концепция развития почтовой связи на 1998—2003 годы.
Почтовые услуги начало оказывать Производственное объединение (ПО) «Азерпочта», которое указом Министерства связи Азербайджанской Республики под № 151 от 29 сентября 1999 года было преобразовано в Государственное предприятие (ГП) «Азерпочта». Таким образом, ГП «Азерпочта» стало правопреемницей ПО «Азерпочта».
В 2002 году были утверждены «Правила почтовой связи».
15 августа 2009 года государственное предприятие «Азерпочта» было преобразовано в ООО «Азерпочт» (Azerpoct).
16 апреля 2010 года Центральный Банк Азербайджана выдал ООО «Азерпочт» ограниченную лицензию на предоставление банковско-финансовых услуг.
В 2021 году к нему было присоединено, став структурным подразделением, выпускающее почтовые марки и другие филателистические материалы ООО «Азермарка».

## Законодательная база

### Закон о почтовой связи
Закон Азербайджанской республики о почтовой связи был принят 29 июня 2004 года президентом Азербайджанской республики Ильхамом Алиевым. Настоящий Федеральный закон определяет правовые, экономические, организационные основы деятельности в области почтовой связи, регулирует отношения между организациями почтовой связи и пользователями.

### Другие законодательные акты
Другие законодательные акты, регулирующие почтовую деятельность в Азербайджанской республике:
- Закон о фельдъегерной связи Архивная копия от 18 сентября 2018 на Wayback Machine
- Закон о телекоммуникациях Архивная копия от 22 сентября 2015 на Wayback Machine
- Закон об электронной подписи и электронных документах
- Закон о присоединении к уставу Всемирного почтового союза
- Закон о присоединении к Всемирной почтовой конвенции и её заключительному протоколу
- Закон о присоединении к Общему регламенту Всемирного почтового союза
- Закон о почтовых отправках

## Логотипы Азерпочты
С начала 2011 года Государственное предприятие «Азерпочт» отказалось от старого логотипа. Новый логотип (на фото третий логотип) был создан с началом оказания банковских и финансовых услуг наряду с традиционными почтовыми службами Государственного предприятия «Азерпочт».

## Деятельность
Азерпочта оказывает:
- почтовые услуги
- финансовые услуги, в том числе перевод денег, расчётно-кассовые операции, обменные операции
- платёжные услуги посредством банкоматов, SmartPay, интернет-банкинг, мобильный банкинг

В январе 2025 года компания запустила услугу «Mobile POS», которая позволяет предпринимателям использовать POS-терминал через мобильное приложение.